# Automatisme mental
Pour les articles homonymes, voir Automatisme (homonymie).
 (juillet 2012).
Si vous disposez d'ouvrages ou d'articles de référence ou si vous connaissez des sites web de qualité traitant du thème abordé ici, merci de compléter l'article en donnant les références utiles à sa vérifiabilité et en les liant à la section « Notes et références ».
L'automatisme mental, défini dans les années 1920 par le psychiatre français Gaëtan Gatian de Clérambault (1872-1934) qui en a fait le titre d'un de ses ouvrages, se caractérise par un ensemble d'hallucinations dans lesquelles une personne est persuadée que quelqu'un ou quelque chose s'est emparé de sa conscience ou guide ses actes. Dans le contexte de la psychiatrie de l'époque, la notion d'automatisme est très présente mais Clérambault le raffine en distinguant deux formes principales d'automatisme mental : les automatismes mineurs (qui correspondent à ce qu'on appelle aujourd'hui les pensées intrusives) et les automatismes majeurs (les hallucinations proprement dites, accompagnées de délires, telles qu'on les retrouve dans la psychose hallucinatoire chronique). 
Clérambault insiste sur le caractère strictement athématique de l’automatisme mental : si des idées délirantes viennent parfois enrichir le tableau clinique, c'est en rapport avec la personnalité du sujet : le délire n'est que superstructure. 

## Mineur
Un automatisme mental mineur se limite essentiellement à la pensée : des pensées perçues comme étrangères envahissent la conscience, ou des souvenirs défilent, d'une façon qui semble échapper totalement à la volonté. Ce concept se retrouve dans ce que la sémiologie psychiatrique contemporaine désigne comme les pensées intrusives, que l'on retrouve dans certaines formes d'obsessions, notamment dans le trouble obsessionnel-compulsif, ou dans les souvenirs intrusifs du trouble de stress post-traumatique (PTSD).

## Majeur
Nettement plus grave, un automatisme mental majeur se caractérise par diverses hallucinations, notamment psychiques (intuitions, révélations, injonctions), psychomotrices (inhibition ou impulsion motrice), somesthésiques (sensation de courant, de torsion des viscères ou des organes génitaux...), auditives (voix épisodiques notamment des reproches, par exemple « C'est idiot ce que tu dis ! »), gustatives, olfactives (phantosmie), cénesthésiques ainsi que par une impression angoissante de dépossession du comportement. Cette forme, par ces hallucinations associées à l’énonciation des actes et à l’écho de la pensée, présente des analogies avec la psychose hallucinatoire chronique. 
Caractérisé par une altération profonde du sens de l'agentivité, l'automatisme mental se distingue d'autres formes de délire d'influence par le fait que le sujet a l’impression que son comportement et ses pensées se déroulent hors de son contrôle d'une manière automatique, et non pas sous l'emprise d’un agent extérieur, qui l’influence soit de façon maléfique, soit avec une inspiration bénéfique, et lui dicte sa conduite. Le lien avec certaines formes de schizophrénie est possible.
Cette forme pathologique aiguë est génératrice d'importantes angoisses à type de périls imminents et/ou d'irrépressibles injonctions, pouvant mener à des passages à l'acte auto-agressifs et dans de rares cas hétéro-agressifs.

## Un processus mental pathologique
L'automatisme mental, enchaînement automatique de pensées qui peut aller jusqu'à s'accompagner d'une agitation gestuelle et que le patient ressent comme lui étant imposé, s'oppose à l'automatisme psychologique, états de conscience concomitants à des gestes accomplis automatiquement et indépendamment d'une pathologie mentale.